# Dubioza kolektiv
Dubioza kolektiv (poznati i kao jednostavno Dubioza) bosanskohercegovački je glazbeni sastav. Njihova je glazba mješavina punka, reggaea, duba, ska i rocka uz jake političke poruke.

## Povijest sastava
Dubiozu su 2003. godine osnovali bivši članovi sastava Gluho doba Against Def Age: Alan Hajduk, Adisa Zvekić, Almir Hasanbegović i Adis Zvekić iz Zenice, te Ornamenata: Brano Jakubović i Vedran Mujagić iz Sarajeva. Kasnije su se sastavu pridružili gitarist Armin Bušatlić, bubnjar Senad Šuta te Orhan Oha Maslo.
Svoj prvi album, nazvan jednostavno Dubioza kolektiv, objavljuju u travnju 2004. U prosincu iste godine objavljuju EP nazvan Open Wide, na kojem su gostovali dub glazbenik Benjamin Zephaniah te Mush Khan iz pakistansko-britanskog sastava Fun-da-mental. U lipnju 2006. objavljuju svoj idući album Dubnamite na kojem je gostovao sastav Defence iz Tuzle te francuski umjetnik Niköll. 
Svoj idući album Firma Ilegal objavljuju 2008., a njihov četvrti album nazvan 5 do 12 iz 2010. je pušten na besplatan download s njihove službene stranice (prema nekim podacima preuzet je više od 350 000 puta). Također je od 15. travnja 2013. moguće besplatno preuzeti album Apsurdistan. Nema službenih podataka o broju preuzimanja, no prema izjavama članova benda u prvom mjesecu od objavljivanja preuzet je više puta od albuma 5 do 12. 
Krajem travnja 2015. godine bend napušta dugogodišnji gitarist Armin Bušatlić, te ga mijenja slovenski gitarist Jernej Šavel. Nastupali su na mnogim festivalima u Bosni i Hercegovini, Sloveniji, Hrvatskoj, Mađarskoj, Srbiji, Italiji, Nizozemskoj i drugim zemljama.

## Diskografija

### Albumi
- 2004. – Dubioza kolektiv
- 2004. – Open Wide (nastavak albuma Dubioza kolektiv)
- 2006. – Dubnamite
- 2008. – Firma Ilegal
- 2010. – 5 do 12
- 2011. – Wild Wild East
- 2013. – Apsurdistan
- 2016. – Happy Machine
- 2017. – Pjesmice za djecu i odrasle
- 2020. – #fakenews
- 2022. – Agrikultura

### Videospotovi
- "Bring The System Down" – (2004.)
- "Be Highirly" – (2004.)
- "Bosnian Rastafaria" – (2005.)
- "Ovo je zatvor" – (2005.)
- "Receive (Live)" – (2006.)
- "Triple Head Monster" – (2007.)
- "Svi u štrajk" – (2007.)
- "Šuti i trpi" – (2008.)
- "Walter" – (2010.)
- "Kokuz" – (2011.)[2]
- "U.S.A." – (2011.)
- "Kažu" – (2013.)
- "No Escape (from Balkan)" – (2014.)
- "Free.mp3 (The Pirate Bay Song)" – (2015.)
- "Himna generacije" – (2017.)
- "Cross The Line" – (2019.)
- "Take My Job" – (2020.)
- "Space Song" – (2021.)
- "Kafana" – (2021.)

## Članovi sastava

### Trenutačna postava
- Almir Hasanbegović – vokal
- Adis Zvekić  – vokal
- Brano Jakubović – sampler, DJ, klavijature
- Vedran Mujagić – bas-gitara
- Jernej Šavel – gitara
- Mario Ševarac – saksofon
- Senad Šuta – bubnjevi

### Bivši članovi
- Adisa Zvekić – vokal (2004. – 2008.)
- Alan Hajduk – vokal (2004. – 2005.)
- Emir Alić – bubnjevi (2004. – 2007.)
- Armin Bušatlić – gitara (2004. – 2015.)

## Vanjske poveznice
- Službena stranica